# Боинг F2B
Боинг F2B или Боингов модел 69 (енгл. Boeing F2B) је амерички морнарички ловац. Први лет авиона је извршен 1926. године. 

Највећа брзина авиона при хоризонталном лету је износила 254 km/h.
Распон крила авиона је био 9,17 метара, а дужина трупа 6,98 метара. Празан авион је имао масу од 902 килограма. Нормална полетна маса износила је око 1272 килограма. Био је наоружан са 1-2 митраљеза 7,62 мм и једним 12,7 мм.

## Наоружање
| Наоружање авиона: Боинг        |                           |
| Ватрено (стрељачко) наоружање  |                           |
| Топ                            |                           |
| Митраљез                       |                           |
| Број и ознака митраљеза        | 1-2 7,62 мм + 1 12,7 мм   |
| Калибар                        | 7,62, 12,7                |
| Бомбардерско наоружање (бомбе) |                           |
| Класичне авио бомбе            | до 5, свака од по 11,3 кг |
| Ракетно наоружање (ракете)     |                           |